# Río Siparuní
El río Siparuní es un río en la región de Potaro-Siparuni de Guayana Esequiba. Es un tributario del río Esequibo y sus tributarios incluyen el río Takutu, el río Burro-Burro, el río Tipuru y el Pico Levai.
Petroglifos arcaicos se han encontrado en un número considerable de lugares en el río Siparuni, incluyendo en las grandes cataratas llamadas “S”.
- Datos: Q7525600